# Gustav Adolf Walz
Gustav Adolf Walz (* 15. November 1897 in Rötenberg, Württemberg; † 17. Dezember 1948 in Rottweil) war ein deutscher Völkerrechtler.  Orientiert am Deutschen Idealismus, war er ein Gegner des Rechtspositivismus von Hans Kelsen und Felix Kaufmann. Als Nationalsozialist engagierte er sich in der Akademie für Deutsches Recht.

## Leben
Der Sohn eines Lehrers nahm seit 1915 als Kriegsfreiwilliger am Ersten Weltkrieg teil und diente als Leutnant der Reserve in einem bayerischen Artillerieregiment. Von 1919 bis 1923 studierte Walz Rechtswissenschaft an der Eberhard-Karls-Universität Tübingen und an der Universität München. Seit dem Zwischensemester 1919 war er Mitglied der Studentenverbindung Lichtenstein Tübingen.  1919 war er Mitglied des Tübinger Studentenbataillons. 1924 promovierte er dort zum Dr. iur. 1928 promovierte er auch zum Dr. phil.

### Marburg
1927 habilitierte Walz sich an der Philipps-Universität Marburg mit einer Arbeit über Die Kantische Staatsphilosophie. In seiner Antrittsvorlesung befasste er sich mit dem Wesen des Öffentlichen Rechts. 1931 wurde er Mitglied der NSDAP. Als Marburger Privatdozent wurde er 1932 zum ersten und zum letzten Mal als Mitglied der Vereinigung der Deutschen Staatsrechtslehrer geführt. 1933 war er Obmann des NS-Lehrerbundes in Marburg. Im Oktober 1933 wurde er zum nichtbeamteten a.o. Professor ernannt. Nach drei Wochen wurde er auf einen Lehrstuhl berufen. Die Ludwig-Maximilians-Universität München verzichtete auf seine Berufung, weil er für Breslau vorgesehen war.

### Breslau
Mehrere Universitäten wollten Walz gewinnen: Heidelberg im November 1934, Tübingen 1935, Göttingen 1937.
Zum 1. November 1933 kam er ohne ein formelles Berufungsverfahren auf den Lehrstuhl der Schlesischen Friedrich-Wilhelms-Universität Breslau. Obwohl der Senat noch im November 1933 einstimmig für die Wiederwahl von Hans Helfritz votiert hatte, wurde Walz im Dezember 1933 Rektor. Der offizielle Amtsantritt war wohl erst das Sommersemester 1934. Ein Habilitand war Hans Ulrich Scupin. Als Rektor und Präsident der Schlesischen Gesellschaft für vaterländische Kultur (1935–1938) stand Walz gegen den Katholizismus. Er wollte Breslau zu einem „politischen Ostzentrum“ machen und eine Reichsuniversität Breslau schaffen. Als er sich mit seinen Plänen nicht durchsetzen konnte, resignierte er. Obendrein wurde der Ausbau des Osteuropa-Instituts – für Walz ein zentrales Projekt – zum Fiasko, weil die SS drei Viertel der Bücher beschlagnahmte. Im Mai 1937 trat er von seinem Amt als „Führerrektor“ freiwillig zurück.

### Frühes Ende
Das Reichsministerium für Wissenschaft, Erziehung und Volksbildung berief ihn 1938 auf einen Lehrstuhl an der Universität Köln; aber schon 1939 wechselte er erneut als o. Professor für Völkerrecht, Rechtsphilosophie und Staatsphilosophie an die Ludwig-Maximilians-Universität München. Auch dort dürfte er kaum gewirkt haben, weil er von 1940 bis 1942 im Parteiauftrag der NSDAP als Kommissar die Universität Brüssel überwachte. Von 1942 bis 1945 leitete er das Deutsche Wissenschaftliche Institut in Agram.
Von der französischen Militärregierung in Automatischen Arrest genommen, wurde er 1945 vorläufig und am 12. Juni 1946 endgültig entlassen. Er starb mit 51 Jahren.

## Werke (Auswahl)
- Vom Wesen des Öffentlichen Rechts. Akademische Antrittsvorlesung, F. Enke Verlag, Stuttgart 1928.
- Wesen des Völkerrechts und Kritik der Völkerrechtsleugner. W. Kohlhammer, Stuttgart 1930. Teil des Handbuch des Völkerrechts ; Bd. 1, Abt. 1a.
- Völkerrecht und staatliches Recht. Untersuchungen über die Einwirkungen des Völkerrechts auf das innerstaatliche Recht. W. Kohlhammer, Stuttgart 1933.
- Das Ende der Zwischenverfassung – Betrachtungen zur Entstehung des nationalsozialistischen Staates. Kohlhammer, Stuttgart 1933.
- Das Verhältnis von Völkerrecht und staatlichem Recht nach nationalsozialistischer Rechtsauffassung. Zeitschrift für Völkerrecht XVII 1934, S. 145ff.
- Mit Walther Willimsky: Volk und Führer : Ein Beitrag zu den Grundfragen des völkischen Reichs. Mit e. Vorw. v. Gustav Adolf Walz, Armanen Verlag, Leipzig 1936.
- Volkstum, Recht und Staat. Vortrag vor d. Reichsstelle zur Förderg d. Deutschen Schrifttums. F. Hirt, Breslau 1937. Gehört zu Jahresbericht der Schlesischen Gesellschaft für Vaterländische Cultur : Geisteswissenschaftliche Reihe ; Nr. 1.
- Artgleichheit gegen Gleichartigkeit. Die beiden Grundprobleme des Rechts. Hanseatische Verlagsanstalt, Hamburg 1938.
- Neue Grundlagen des Volkgruppenrechts. Deutscher Rechtsverlag, Berlin u. a. 1940.
- Völkerrechtsordnung und Nationalsozialismus. Untersuchungen zur Erneuerung des Völkerrechts . Eher Verlag,  München 1942.
- Der Begriff der Verfassung.  Duncker & Humblot, Berlin 1942.  Schriften der Akademie für deutsches Recht ; H. 4

## Herausgeber
- mit Axel von Freytagh-Loringhoven: Zeitschrift für osteuropäisches Recht – Im Auftrage des Osteuropa-Instituts in Breslau. Ab 1934.
- Paul Heilborn, Arthur Wegner: Grundbegriffe und Geschichte des Völkerrechts.
- Fritz Stier-Somlo: Handbuch des Völkerrechts. Berlin